# Czempiń
Czempiń è un comune urbano-rurale polacco del distretto di Kościan, nel voivodato della Grande Polonia.
Ricopre una superficie di 142,46 km² e nel 2004 contava 11 247 abitanti.